# Liste der Bodendenkmale in Husum (bei Nienburg)
In der Liste der Bodendenkmale in Husum sind die Bodendenkmale der niedersächsischen Gemeinde Husum (bei Nienburg) aufgeführt. Die Quelle ist der Denkmalatlas Niedersachsen. 

Husum im Landkreis Nienburg

Der Stand der Liste ist der 14. Januar 2025.

## Allgemein
In den Spalten finden sich folgende Informationen des Bodendenkmales:
Lagegeographische Koordinaten
BezeichnungBezeichnung lt. Denkmalatlas
BeschreibungBeschreibung lt. Denkmalatlas
IDObjekt-ID
BildBild, ggf. zusätzlich mit Link zu weiteren Fotos im Medienarchiv Wikimedia Commons.

## Bolsehle

### Bolsehle 7
- ID:39788144
- Grabhügelfeld.

| Lage                        | Bezeichnung | Beschreibung                                                                | ID       | Bild |
| --------------------------- | ----------- | --------------------------------------------------------------------------- | -------- | ---- |
| 52° 33′ 48″ N, 9° 18′ 25″ O | Bolsehle 7  | Durchmesser ca. 13 m und Höhe ca. 1,1 m.                                    | 36243290 | BW   |
| 52° 33′ 48″ N, 9° 18′ 27″ O | Bolsehle 8  | Durchmesser ca. 11 m und Höhe ca. 0,6 m.                                    | 36244535 | BW   |
| 52° 33′ 47″ N, 9° 18′ 27″ O | Bolsehle 9  | Durchmesser ca. 14 m und Höhe ca. 0,9 m, mit alten zugewachsenen Kopfstich. | 36245034 | BW   |
| 52° 33′ 45″ N, 9° 18′ 31″ O | Bolsehle 10 | Durchmesser ca. 13 m und Höhe ca. 0,65 m.                                   | 36245049 | BW   |
| 52° 33′ 48″ N, 9° 18′ 30″ O | Bolsehle 12 | Durchmesser ca. 11 m und Höhe ca. 0,7 m, annähernd rund, ebenmäßig gewölbt. | 39319232 | BW   |
| 52° 33′ 45″ N, 9° 18′ 32″ O | Bolsehle 20 | Durchmesser ca. 18 m und Höhe ca. 0,5 m.                                    | 49866257 | BW   |

## Groß Varlingen
| Lage                       | Bezeichnung                 | Beschreibung                                                      | ID       | Bild |
| -------------------------- | --------------------------- | ----------------------------------------------------------------- | -------- | ---- |
| 52° 34′ 40″ N, 9° 14′ 8″ O | Groß Varlingen 7, Grabhügel | Durchmesser ca. 13 m und Höhe ca. 0,5 m, von Fahrspur tangiert.   | 39147706 | BW   |
| 52° 34′ 41″ N, 9° 14′ 7″ O | Groß Varlingen 8, Grabhügel | Durchmesser ca. 11 m und Höhe ca. 0,5 m, mit kleiner Kuppenmulde. | 39147729 | BW   |

### Groß Varlingen 9
- ID:39147799
- Grabhügelfeld mit ehemals mindestens acht Grabhügeln, von denen noch fünf erhalten sind.

| Lage                        | Bezeichnung       | Beschreibung                                                                   | ID       | Bild |
| --------------------------- | ----------------- | ------------------------------------------------------------------------------ | -------- | ---- |
| 52° 34′ 42″ N, 9° 13′ 58″ O | Groß Varlingen 9  | Durchmesser ca. 11 m und Höhe ca. 0,4 m.                                       | 39147602 | BW   |
| 52° 34′ 44″ N, 9° 13′ 57″ O | Groß Varlingen 11 | Durchmesser ca. 11 m und Höhe ca. 0,7 m.                                       | 39142687 | BW   |
| 52° 34′ 43″ N, 9° 13′ 54″ O | Groß Varlingen 12 | Durchmesser ca. 10 m und Höhe ca. 0,6 m, die Hälfte durch Sandabfuhr zerstört. | 39142656 | BW   |
| 52° 34′ 43″ N, 9° 13′ 53″ O | Groß Varlingen 13 | Durchmesser ca. 9 m und Höhe ca. 0,4 m, stark verflacht.                       | 39142558 | BW   |
| 52° 34′ 43″ N, 9° 13′ 52″ O | Groß Varlingen 14 | Durchmesser ca. 12 m und Höhe ca. 1 m, annähernd rund.                         | 39142156 | BW   |

## Husum
| Lage                        | Bezeichnung       | Beschreibung | ID       | Bild |
| --------------------------- | ----------------- | --- | -------- | ---- |
| 52° 34′ 37″ N, 9° 11′ 50″ O | Husum 1, Burgwall | Innenfläche der Anlage unverändert ca. 0,5 m erhöht und in der Mitte durch einen N-S verlaufenden ca. 10 m breiten Graben geteilt. Im Norden ebenfalls durch bis zu 15 m breiten Graben begrenzt. Kleine Außenwälle bzw. Gräben sind nur im Süden sehr verschliffen erkennbar. Im SW der Anlage eine kleine Senke/Eingrabung von ca. 8 – 5 m Größe und 0,5 m T. Die erwähnte 7 m breite Wallschüttung ist sehr verschliffen. Ende 9./Anfang 10. Jh. bis 11. Jh.; das 12. Jh. wird noch erreicht. | 36255718 | BW   |

## Schessinghausen
| Lage                        | Bezeichnung                  | Beschreibung                                                                          | ID       | Bild |
| --------------------------- | ---------------------------- | ------------------------------------------------------------------------------------- | -------- | ---- |
| 52° 35′ 33″ N, 9° 13′ 14″ O | Schessinghausen 4, Grabhügel | Durchmesser ca. 14 m und Höhe ca. 0,9 m. In der Mitte alter, zugewachsener Kopfstich. | 36207852 | BW   |